# 原水爆禁止日本協議会
原水爆禁止日本協議会（げんすいばくきんしにほんきょうぎかい）は、1955年に結成された日本の反核・平和団体の全国組織。略称原水協（げんすいきょう）。都道府県を始め地域・労働組合内などを単位に下部組織を持ち、それぞれの組織の正式名称は「原水爆禁止○○協議会」、通称を「○○原水協」としている。法人としては一般社団法人日本原水協（にほんげんすいきょう）という名称の日本の一般社団法人である。従来の法人格は有限会社だったが、2017年2月に一般社団法人へ移行した。
元々は保革広範な運動体であったが、日米安保改定をめぐり、1959年8月、自由民主党広島県連が「原水協の運動は政治的に偏向し協調できない」として「第2原水協」の結成を呼び掛ける声明を発表した。1961年11月、親米的な民社党と全労系労組が離脱し、核兵器禁止平和建設国民会議（現名称：核兵器廃絶・平和建設国民会議）を創設した。ついで1965年には日本共産党派が当時友好関係にあったソビエト連邦と中華人民共和国による核兵器保有を擁護する立場をとったことから、日本社会党・総評がそれに反発して離脱・脱退し、同年2月に原水爆禁止日本国民会議（原水禁）を創設した。
現在の代表理事は、太田義郎（全国商工団体連合会会長）、小畑雅子（全国労働組合総連合議長）、米山淳子（新日本婦人の会会長）など6名。日本共産党系列の団体の幹部が役員の中枢を占める。

## 歴史

### 前史から結成まで

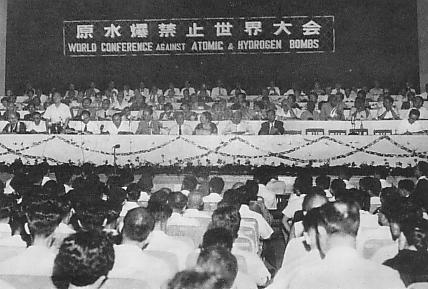
第1回原水爆禁止世界大会
（1955年8月6日、広島市）

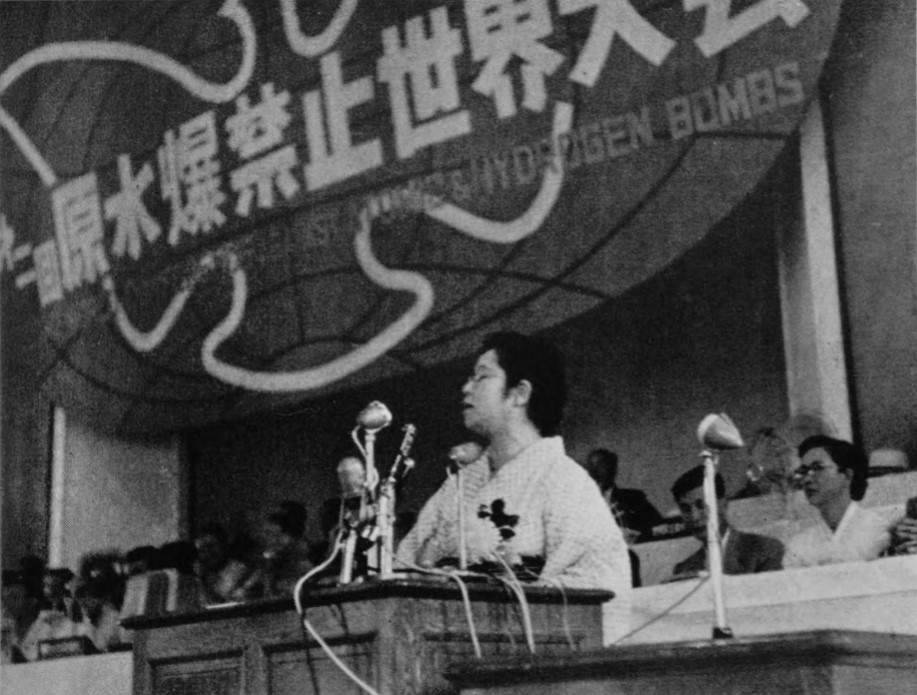
第2回原水爆禁止世界大会
（1956年8月9日、長崎市）

1954年3月1日、ビキニ環礁で行われたアメリカ合衆国による水爆実験（キャッスル作戦のブラボー実験）で第五福竜丸ら日本の遠洋漁船が多数被爆（被曝）した。
同年5月9日、東京都杉並区の婦人団体、福祉協議会、PTA、労組など39人が「原水爆禁止署名運動杉並協議会」を結成。杉並公民館長兼図書館長を務めていた安井郁が協議会議長に就任し、同協議会は議長名で「杉並アピール」と呼ばれる声明を発表した。杉並区で始まった署名運動はまたたく間に全国各地に広がり、同年8月8日には東京都の国鉄労働会館で「原水爆禁止署名運動全国協議会」の結成大会が開かれた。寄せられた署名は449万人に達した。
1955年8月6日、「第1回原水爆禁止世界大会」（原水禁世界大会）が広島市公会堂で開催される。
同年9月19日、「原水爆禁止署名運動全国協議会」と「原水爆禁止世界大会日本準備会」が一つの組織となり、原水爆禁止日本協議会（原水協）が設立される。初代理事長には前述の安井郁が選出された。

### 対立から分裂へ
自民党の反発、民社党の離脱と核禁会議の結成
1959年3月28日、原水協は日本社会党、総評などとともに「日米安保条約改定阻止国民会議」を結成。これを受け、自民党は原水協を敵視。地方自治体が原水協の各組織に支出していた補助金停止を指示した。同年7月9日、広島県議会は第5回原水爆禁止大会への県費補助金30万円の予算案の採決をするも、自民党会派が反対し否決。補助金は全額削除された。同党会派は議会で「大会が平和運動の美名に隠れて日米安保廃棄を狙った政治運動を行うことは遺憾」と反対理由を述べた。さらに7月27日、長崎市議会の自民党議員が原水禁世界大会への不参加を決定した。
同年8月8日、自民党広島県連は「原水協の運動は政治的に偏向し協調できない」として「第2原水協」の結成を呼び掛ける声明を発表した。
1961年8月12日、第7回原水爆禁止大会が東京都の台東体育館で開幕。同年8月14日、「核戦争政策を進めている勢力と決然と対決すべきときがきた」との宣言を採択するが、日本社会党、総評、日本青年団協議会、全国地域婦人団体連絡協議会の4団体は原水協執行部に対する不信任を声明した。その直後の8月30日にソビエト連邦が中央アジアのセミパラチンスク核実験場で核実験を再開した。
同年9月2日、原水協はソ連の核実験再開について声明を発表。声明の中で「ソ連政府に異常な行動をとることを余儀なくさせた今日の国際情勢の厳しさ」と表現し、ソ連の行動を半ば肯定した。ソ連政府にも抗議せよとする日本社会党・総評系と、抗議に反対する日本共産党とが対立した。
同年11月15日、民社党、全日本労働組合会議（全労会議）系労組が原水協から離脱し、核兵器禁止平和建設国民会議（核禁会議）を創設した。議長には松下正寿が就任した。自由民主党は当初から核禁会議に友好的な態度を示し、日本青年館で開かれた結成大会には池田勇人首相が党総裁としてメッセージを送った。
1962年のソ連の核実験再開
翌1962年、原水協8回大会の最中にソ連は再度の核実験を行い、再び昨年と同じ衝突が起きた。この大会で「いかなる国の核実験にも反対」という文言を巡り、共産党系代議員は「われわれは『いかなる国の核実験にも反対』という考えには賛成しかねる。なぜならソ連の核実験はアメリカと違って戦争を防止するためのものだからである。ソ連による死の灰は甘んじて受けます」と述べた。この発言に対し、一被爆者は「私たちの願いは、いかなる国のものであっても、核実験には反対です」と反論したが、共産党の代表から「被爆者面をするな!」と怒鳴りつけられた。結局大会は混乱したままに終わった。日本共産党系代表は「核戦争の根源であるアメリカ帝国主義を日本やアジアから追い出せ」と、ソ連の核実験に対する批判をしないばかりか、むしろそれを擁護したまま、反米を中心に置いた反安保・基地闘争も視野に入れた主張をした。この大会で被爆者代表として挨拶を述べた高橋昭博（のち広島平和記念資料館館長）は共産党の圧力で「いかなる国の核実験にも反対」を宣言から削るよう要求されたことについて、「私たちの願いとはまったく別の政治の論理の暴力でした」と述懐した。
部分的核実験禁止条約を巡る中ソ対立の影響

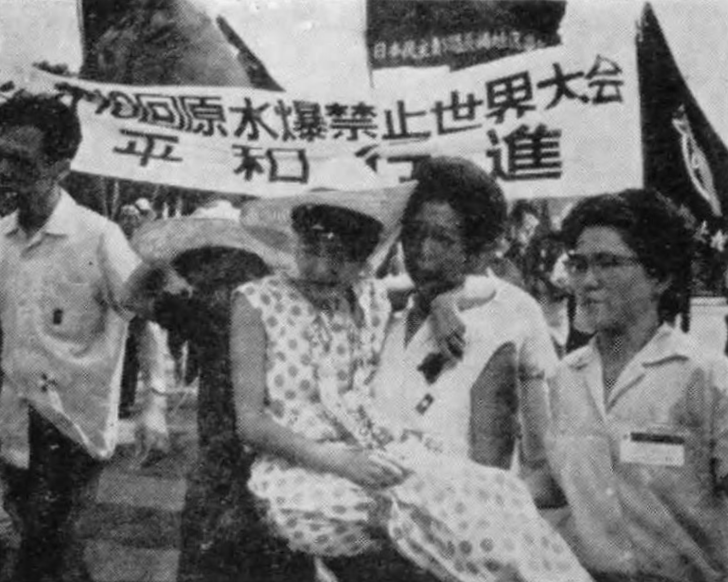
第10回原水爆禁止世界大会の
平和行進（1964年8月）。
抱きかかえられている女性は
被爆者の渡辺千恵子。

1963年に、日本社会党・総評系グループが「いかなる国の核実験にも反対」のスローガンを旗印にして部分的核実験禁止条約の支持を要求した。当時、ソ連は中華人民共和国との関係が悪化しており、核開発で先行していたソ連は中華人民共和国の核保有を妨げたいとの思惑から、同条約の締結を推進した。中国共産党はこれを三国だけが核兵器を独占し、中国の核開発を阻止しようとするものと見て強く反発した。中国の核兵器保有妨害を理由とした条約への反発を受けた日本共産党系は反対理由を「地下核実験を条約によって認めることになる」としていたにもかかわらず、同時に「社会主義国の核兵器は侵略防止のためのもので容認すべき」という主張をした。当時日本共産党は中国共産党との関係を深めていたため、中華人民共和国に配慮して、中国の核保有を事実上禁止することになる同条約に反対した。　
1965年2月に社会党、総評系が原水協から離脱

第13回原水爆禁止世界大会の開会総会
（1967年8月4日、東京都文京区）

このため原水協内部対立が起き、1963年の大会は流会。共産党は「意見の違いにかかわらず『核廃絶・核戦争阻止・被爆者救援』の三点で統一するべきだ」と主張した。
1965年2月1日、社会党、総評系労組は原水協から離脱し、原水爆禁止日本国民会議（原水禁）を創設した。
以後、原水爆禁止世界大会も、原水協系と原水禁系の2つが別々に開催されるようになる。分裂後の日本原水協は、役員のほとんどが日本共産党員で占められるようになり、共産党の指導のもとで活動する団体となっている。　
日本共産党の中ソ対立を受けた日本社会党の転換
ただしその後、日本共産党・原水協が中ソ共産党に批判的になり、中ソ核保有容認から核兵器全面禁止に主張を転換させた。その一方、社会党系の原水禁は、日本社会党が反米・親ソ・親中・親北朝鮮の傾向を強めたため、その影響により、ソ連や中華人民共和国の核に対し擁護的になっていった。
運動開始当初、原水爆禁止運動は超党派で形成され、マスコミ各社もこぞって支援する「国民的運動」だった。しかし党派間のイデオロギーと私利私欲むき出しの争いを嫌い去っていく人が多く、結局のところ政治党派による系列団体化という結果に終わったという見方もある。

### 原水協事件
1977年から1984年の間、原水禁世界大会は原水禁と共同で開催されたが、「核凍結」（当時の用法としては、既存の核兵器を存続させることだった）政策への支持を要求する原水禁との間で対立が起きた。
総評と、反主流派の「統一労働組合懇談会」（全国労働組合総連合の前身）の対立が再分裂の引き金になった。1983年、平和行進で共産党系団体が統一労組懇旗を掲げたことに総評側が反発。旗は自由とする共産党・原水協・平和委員会・統一労組懇側と、準備委員会に直接参加した団体の旗に限るとする総評・原水禁側の対立に発展した。1984年の平和行進では、市民団体の仲裁で、吉田嘉清原水協代表理事、森賢一平和委員会事務局長（両名とも共産党員）は統一労組懇旗の自粛を受け入れた。しかし、共産党側はこれを「日和見主義」と批判した。6月1日、森に迫って事務局長職の辞意表明をさせ、6月9日、森の辞任に反対した小笠原英三郎会長、長谷川正安理事長ともども解任した。さらに、森が「森一人だけに通告した党中央秘密指令」を長谷川や吉田に漏らしたのは「党内問題を党外にもちだした」として、査問に掛けた末除籍した。
さらに、共産党は吉田にも辞任を迫り、拒否されると辞任に反対する原水協の代表委員6人を解任、さらに代表委員制自体を廃止し、6月29日理事会開催を強行。吉田を解任し、金子毅を後任に据えた。この年の原水爆禁止世界大会は8月1日から開催されたが、それに先立つ各組織合同の運営委員会では、解任された吉田、草野信男の出席を認めるかどうかで紛糾した。8月9日、共産党系の日中出版が、吉田に内幕を取材した『原水協で何がおこったか、吉田嘉清が語る』（ISBN 978-4817511249）を上梓すると、社長の柳瀬宣久と社員3名、そして吉田を反党行為を理由に除名した。また、吉田を擁護した古在由重も除籍となった。こうして、日本共産党の意に反する原水協幹部は、ことごとく追放された。
並行して、共産党は『赤旗』1984年4月4日号・4月5日号「統一の路線と分裂の路線――原水爆禁止運動三〇年の経験と教訓」で総評・原水禁の反共・右傾化を批判し、共闘への批判を強めた。その上で分裂の責任は原水禁にあると改めて批判したため、原水禁・総評側の反発を受けた。
1985年の統一大会に向けた話し合いでは、実行委員会の委員選出を「十一団体で一致できる団体、個人」を主張する原水協・平和委員会側と、「十一団体が推薦する団体、個人」を主張する原水禁・総評側で平行線をたどった。この年の統一大会は開催されたが、1986年にはついに話し合いはまとまらず、再び原水禁世界大会は分裂した。

### 1975年の昭和天皇の日本記者クラブの合同記者会見
1975年に日本記者クラブで行なわれた合同記者会見の際に出た中国放送の秋信利彦（のち取締役、2010年没）の質問「これまでに三回広島へ行かれ、広島市民にお見舞のことばを述べておられますが、戦争終結にあたり原爆投下されたことをどう受け止められましたか。」に対し、昭和天皇は「この原子爆弾が投下されたことの対して遺憾に思っていますが、こういう戦争中であることですから広島市民に対して気の毒であるが、やむをえないことと思います」と返答。日本原水協は「御発言はあれほど悲惨であった原爆被爆者にとっては、大きなショックであり、容認できない」という談話を発表した。「広島原水禁」「広島県被団協」も同様の談話を発表した。

### 平成以降
部分核実験停止条約及び包括的核実験禁止条約を「部分核停条約は地下核実験、CTBTは未臨界核実験が禁止されておらず、核廃絶に十分な効果が得られない」と批判的であり、NPT体制についても「大国による核独占・軍事支配を強化する」と批判的ではある。
世界大会においては、その立場を外国の代表団に押し付けることはなく、一致点での共闘を基本的な態度としている。「“究極的目標”ではなく、期限を定めて核兵器を全面廃絶・禁止する」ことを呼びかけ、「ヒロシマ・ナガサキからのアピール署名」（現在は「ヒバクシャ国際署名」）を集め、定期的に国会へ提出している。また、被爆60年の2005年にむけては「いま、核兵器の廃絶を」という署名を全世界的によびかけた。その後、2005年の原水爆禁止世界大会で、新たな国際署名「すみやかな核兵器の廃絶のために」の署名を呼びかけ、2006年の国連軍縮会議に向けて集める活動を進めた。しかしアメリカ、ロシア、中華人民共和国のいずれも核兵器を廃止する動きを見せていない。

### 原発への中間的対応と脱原発への変化
当初から「原発は未完成の技術」と評価し、プルサーマル計画などに反対して来た。ただし、原発を全否定したわけではなく、「人類と核エネルギーは共存できない」との立場から原子力撤廃（脱原発）を主張する原水禁、原子力の平和利用である原発推進を主張する核禁会議の中間的な立場にあった。
しかし、2011年3月11日に福島第一原子力発電所事故が発生すると、3月19日に沢田昭二代表理事が「もう原発は収束させるべきです。日本が世界をリードしてきた太陽エネルギーなど自然エネルギーの開発に舵を切るときに来ています」と談話を発表し、脱原発の態度を鮮明にした。同年8月6日・9日の広島・長崎での世界大会では、決議文に初めて「原発からの撤退と自然エネルギーへの転換」を盛り込んだ。

### 核兵器禁止条約
核兵器禁止条約の締結を求めるキャンペーンは、核兵器廃絶国際キャンペーン（ICAN）のもとで進められ、2017年の締結に至った。日本でICANに加盟したのはピースボートなど複数あるが、原水協は名を連ねていない。条約に対しては終始支持を表明しており、2017年3月の「核兵器禁止条約の国連会議」では原水協事務局次長の土田弥生が発言し、条約を実現し、核廃絶に向けた一歩を踏み出すよう求めた。2022年には「日本政府に核兵器禁止条約の署名・批准を求める署名」活動を進めている。

## 理事
2023年10時点の代表理事は。太田義郎（全国商工団体連合会会長）、小畑雅子（全国労働組合総連合議長）、米山淳子（新日本婦人の会会長）、齋藤紀、沢田昭二（名古屋大学名誉教授）、高草木博、増田剛（全日本民主医療機関連合会会長）の6名。